# Battitura
La battitura del ferro si trova praticata in quasi tutte le civiltà, anche se solo in alcune è diventata una vera e propria arte: ne sono un classico esempio le spade di Toledo o le katane nipponiche. 
La battitura avveniva (o avviene tuttora) per mezzo di incudine e  maglio. Il metallo veniva ripiegato a formare più strati, in modo da ottenere una migliore robustezza ed elasticità dello stesso.